# Hawila
Hawila (hebräisch חֲוִילָה Ḥăwîlāh) bezeichnet im Alten Testament eine Gegend und mehrere Personen.

## Etymologie
Der hebräische Name חֲוִילָה lässt sich von dem Substantiv חוֹל chol, deutsch ‚Sand‘ ableiten. Der Name bedeutet daher „Sandland“. In der Septuaginta wird der Name mit Ευιλατ euilat wiedergegeben.

## Hawila, Land
Hawila wird in Gen 2,11  zunächst als Nachbarland des Gartens Eden erwähnt. Es wird genannt, um die Lage des ersten der vier Paradiesflüsse, des Pischon, zu beschreiben. Hawila soll für seinen Reichtum an Gold, Bdellium und Karneolsteinen berühmt sein. Neben Hawila wird auch Saba im heutigen Jemen in der Bibel als Goldland gerühmt. Nach Gen 25,18  lebten die Ismaeliten von Hawila bis Schur an der östlichen Grenze von Ägypten. Eine weitere Erwähnung findet sich in 1 Sam 15,7 .

### Lokalisierung
Die Lage des biblischen Hawila ist umstritten. Flavius Josephus setzte Hawila mit der Gangesebene in Indien gleich. Beda Venerabilis lokalisierte Hawila ebenfalls in Indien und leitete den Namen von Hawila, dem Sohn des Joktan ab.
Andere Autoren vermuten Hawila aufgrund der Lage an einer Straße zwischen Ägypten und dem Assyrischen Reich in Syrien oder im Nordwesten der arabischen Halbinsel. Schon auf der Weltkarte von Abraham Ortelius von 1601 (Geographia sacra) liegt Hawila (Evilath) in Arabien, zwischen dem Toten Meer und den Bergen von Horeb und Sinai. Charles Gordon (1886) sah Hawila in dem goldreichen Land Godjam am blauen Nil. William Willcox (1919) lokalisierte Hawila östlich des Euphrat, zwischen Kerbela und Kufa. Nach A Curtis (1905) war das Paradies selbst im Indischen Ozean untergegangen, Hawila überlebte als Australien. Manfried Dietrich sieht Hawila jenseits des Karun, den er als den biblischen Pischon identifiziert. Der britische Archäologe David Rohl vermutet hingegen im biblischen Fluss Pischon den Qezel Uzan, der von den Höhen Kurdistans bis in den kaspischen Raum fließt, was eine Lage von Hawila im Bereich des heutigen Iran nahelegen würde.

## Hawila, Sohn Kuschs
Nach Gen 10,7  ist Hawila ein Sohn Kuschs und Enkel Hams. Seine Brüder heißen Seba, Sabta, Ragma, Sabtecha und Nimrod. Im Kontext der Völkertafel handelt es sich dabei um einen personifizierten Landschaftsnamen westlich des Roten Meeres. Gen 10,7 wird meist zur Priesterschrift gerechnet.

## Hawila, Sohn Joktans
Nach Gen 10,29  und 1 Chr 1,23  ist Hawila ein Sohn Joktans und Nachkomme Sems. Ebenfalls in der Völkertafel auftauchend wird der Personenname meist mit einer Landschaft östlich des Roten Meeres in Beziehung gesetzt. Gen 10,29 wird dabei zur nichtpriesterschriftlichen Überlieferung gezählt.